# Championnat de Belgique de football 2013-2014
Navigation
2012-2013 2014-2015
La saison 2013-2014 de la Jupiler Pro League est la 111e saison de la première division belge.
Le premier niveau du championnat oppose les seize meilleurs clubs de Belgique en une série de trente rencontres jouées durant le championnat, puis de cinq à dix matchs durant des play-offs. 
Alors que de nombreuses supputations prétendirent le contraire, le championnat 2013-2014 conserve la même formule que lors de la saison précédente, à savoir une phase classique de 30 rencontres puis « trois niveaux de Play-Offs », lesquels ne recèlent pas de modifications. Aucune adaptation n'est apportée à la formule très critiquée « des points partagés en deux » pour les Play-Offs 1. Le Sporting Anderlecht distancé de 10 points à la fin de la phase classique, profite totalement du système lors des « PO1 » (comme le Standard et KRC Genk lors de la saison 2011-2012) et enlève un 3e titre consécutif (le 33e dans l'absolu) totalement inespéré quelques semaines plus tôt. Le Standard, leader du mois d'août 2013 jusqu'à la 4e journée de PO1 doit se contenter de la place de dauphin.
Par ailleurs, la direction de la Pro League « joue la montre » en matière des droits télévisuels. L'échéance quant à la décision est reportée deux fois. L'attribution des droits pour la saison 2014-2015 n'est pas encore faite lorsque le championnat se termine. Des rumeurs prétendent un manque d'intérêt des médias alors que la « Ligue » soutient le contraire.

## Participants
Légende des couleurs
- Phase de groupes de la Ligue des Champions 2013-2014
- Troisième tour de qualification pour non-champions de la Ligue des Champions 2013-2014
- Tour de barrages de la Ligue Europa 2013-2014
- Troisième tour de qualification de la Ligue Europa 2013-2014
- Deuxième tour de qualification de la Ligue Europa 2013-2014
- Promu de Belgacom League

| Club                   | Dernière montée | Classement 2012-2013 | Entraîneur                                                           | Depuis | Stade                          | Capacité théorique |
| ---------------------- | --------------- | -------------------- | -------------------------------------------------------------------- | ------ | ------------------------------ | ------------------ |
| RSC Anderlecht         | 1935            | 1                    | John van den Brom (10/03/14) Besnik Hasi                             | 2014   | Constant Vanden Stock          | 21 500             |
| SV Zulte-Waregem       | 2005            | 2                    | Francky Dury                                                         | 2011   | Regenboogstadion               | 8 500              |
| Club Bruges KV         | 1959            | 3                    | Juan Carlos Garrido (19/09/13) Michel Preud'homme                    | 2013   | Jan Breydelstadion             | 29 042             |
| R. Standard de Liège   | 1921            | 4                    | Guy Luzon                                                            | 2013   | Stade Maurice Dufrasne         | 30 023             |
| K. RC Genk             | 1996            | 5                    | Mario Been (24/02/14) Emilio Ferrera                                 | 2014   | Cristal Arena                  | 25 956             |
| K. SC Lokeren          | 1996            | 6                    | Peter Maes                                                           | 2010   | Daknamstadion                  | 9 560              |
| R. AEC Mons            | 2011            | 7                    | Enzo Scifo (23/09/13) Čedomir Janevski                               | 2013   | Stade Charles Tondreau         | 12 662             |
| KV Malines             | 2007            | 8                    | Harm Van Veldhoven (30/12/13) Franky Vercauteren                     | 2014   | Argosstadion Achter de Kazerne | 13 123             |
| KV Courtrai            | 2008            | 9                    | Hein Vanhaezebrouck                                                  | 2010   | Guldensporenstadion            | 9 340              |
| OH Louvain             | 2011            | 10                   | Ronny Van Geneugden (21/01/14) Herman Vermeulen (25/02/14) Ivan Leko | 2014   | Den Dreef                      | 9 493              |
| R. Charleroi SC        | 2012            | 11                   | Felice Mazzu                                                         | 2013   | Stade du Pays de Charleroi     | 14 200             |
| K. AA Gent             | 1989            | 12                   | Víctor Fernández (01/10/13) Mircea Rednic (09/04/14) Peter Balette   | 2014   | Ghelamco Arena                 | 20 000             |
| K. RS Waasland-Beveren | 2012            | 13                   | Glen De Boeck (29/10/13) Bob Peeters                                 | 2013   | Freethiel                      | 13 290             |
| K. Lierse SK           | 2010            | 14                   | Stanley Menzo                                                        | 2013   | Stade Herman Vanderpoorten     | 14 538             |
| Cercle Bruges K. SV    | 2003            | 15                   | Lorenzo Staelens                                                     | 2013   | Jan Breydelstadion             | 29 042             |
| KV Oostende            | 2013            | 1(D2)                | Frederik Vanderbiest                                                 | 2013   | Albertparkstadion              | 10 709             |

### Localisations
| \| Anderlecht Genk Club B. Cercle B. AA Gent Lokeren Standard Mechelen Kortrijk Z-Waregem Ostende Lierse OH Leuven Mons Charleroi Waasland-Bev. \| Localisation des clubs engagés en Division 1 2013-2014 |
| Anderlecht Genk Club B. Cercle B. AA Gent Lokeren Standard Mechelen Kortrijk Z-Waregem Ostende Lierse OH Leuven Mons Charleroi Waasland-Bev.                                                              |

## Championnat

### Classement
Le classement est calculé avec le barème de points suivant : une victoire vaut trois points, le match nul un. La défaite ne rapporte aucun point. À la fin de cette saison, le champion de Belgique est qualifié directement pour la phase des groupes de la Ligue des Champions 2014-2015.
 
Critères de départage en cas d'égalité de points :
1. Plus grand nombre de victoires
2. Plus grande « différence de buts générale »
3. Plus grand nombre de buts marqués
4. Plus grand nombre de buts marqués en déplacement

Légende
- Qualifiés pour les play-offs 1
- Qualifiés pour les play-offs 2
- Qualifiés pour les play-offs 3

Abréviations
 : Tenant du titre

(VC) : Vice-champion 2012-2013

C : Vainqueur de la Coupe de Belgique 2013-2014

(SC) : Vainqueur de la Supercoupe de Belgique 2013

 : Promus de Division 2 depuis la saison précédente
mis à jour le 16 mars 2014
| Rang | Équipe                              | Pts | J  | G  | N  | P  | Bp | Bc | Diff |
| ---- | ----------------------------------- | --- | -- | -- | -- | -- | -- | -- | ---- |
| 1    | Standard de Liège                   | 67  | 30 | 20 | 7  | 3  | 59 | 17 | +42  |
| 2    | Club Bruges KV                      | 63  | 30 | 19 | 6  | 5  | 54 | 28 | +26  |
| 3    | Royal Sporting Club Anderlecht (SC) | 57  | 30 | 18 | 3  | 9  | 61 | 31 | +30  |
| 4    | SV Zulte-Waregem (VC)               | 53  | 30 | 14 | 11 | 5  | 51 | 38 | +13  |
| 5    | KSC Lokeren C                       | 51  | 30 | 15 | 6  | 9  | 48 | 31 | +17  |
| 6    | KRC Genk                            | 45  | 30 | 14 | 3  | 13 | 42 | 39 | +3   |
| 7    | KAA La Gantoise                     | 44  | 30 | 12 | 8  | 10 | 39 | 37 | +2   |
| 8    | KV Kortrijk                         | 39  | 30 | 10 | 9  | 11 | 42 | 44 | -2   |
| 9    | KV Oostende                         | 34  | 30 | 9  | 7  | 14 | 28 | 46 | -18  |
| 10   | Royal Charleroi Sporting Club       | 34  | 30 | 8  | 10 | 12 | 36 | 41 | -5   |
| 11   | Cercle Bruges KSV                   | 33  | 30 | 9  | 6  | 15 | 29 | 55 | -26  |
| 12   | K Lierse SK                         | 32  | 30 | 9  | 5  | 16 | 36 | 53 | -17  |
| 13   | Yellow Red KV Malines               | 31  | 30 | 8  | 7  | 15 | 34 | 51 | -17  |
| 14   | Waasland-Beveren                    | 31  | 30 | 6  | 13 | 11 | 28 | 35 | -7   |
| 15   | Oud-Heverlee Louvain                | 27  | 30 | 6  | 9  | 15 | 30 | 47 | -17  |
| 16   | RAEC Mons                           | 22  | 30 | 6  | 4  | 20 | 29 | 53 | -24  |

### Résultats des rencontres (phase classique)
| Résultats (▼dom., ►ext.)                                   | AND | Z-W | RCG | CLU | LOK | STA | MON | KVM | KOR | OHL | CHA | AAG | WAA | LIE | CSB | OST |
| R. SC Anderlecht                                           |     | 1-0 | 2-0 | 2-0 | 2-3 | 1-1 | 2-0 | 5-0 | 0-1 | 3-1 | 5-2 | 4-1 | 2-0 | 2-0 | 2-1 | 4-0 |
| SV Zulte-Waregem                                           | 4-3 |     | 1-0 | 1-1 | 1-1 | 1-0 | 2-0 | 3-1 | 1-0 | 4-2 | 1-1 | 3-2 | 2-0 | 3-0 | 2-1 | 2-2 |
| K. RC Genk                                                 | 0-1 | 5-2 |     | 1-3 | 0-2 | 0-2 | 3-1 | 1-0 | 1-0 | 3-0 | 0-3 | 1-2 | 0-2 | 4-0 | 1-0 | 3-0 |
| Club Brugge KV                                             | 4-0 | 1-1 | 0-2 |     | 1-0 | 1-0 | 2-1 | 3-0 | 3-1 | 1-0 | 2-0 | 1-1 | 1-2 | 4-1 | 2-0 | 2-0 |
| K. SC Lokeren O-Vl.                                        | 2-1 | 2-4 | 3-1 | 0-3 |     | 0-1 | 2-1 | 4-0 | 0-0 | 2-0 | 3-1 | 2-2 | 0-0 | 1-0 | 3-0 | 1-0 |
| R. Standard de Liège                                       | 1-1 | 2-0 | 3-1 | 0-0 | 2-1 |     | 1-0 | 2-0 | 2-0 | 1-0 | 2-2 | 2-3 | 2-2 | 3-0 | 4-0 | 2-0 |
| R. AEC Mons                                                | 0-2 | 1-1 | 2-3 | 0-1 | 1-0 | 0-2 |     | 0-2 | 0-1 | 3-2 | 1-2 | 1-0 | 1-1 | 1-5 | 1-1 | 3-0 |
| YR KV Mechelen                                             | 2-1 | 2-2 | 0-2 | 1-2 | 1-0 | 0-2 | 4-2 |     | 5-2 | 4-2 | 0-3 | 0-1 | 0-0 | 0-0 | 1-2 | 1-1 |
| KV Kortrijk                                                | 2-2 | 1-1 | 2-2 | 4-1 | 3-3 | 1-5 | 1-2 | 1-2 |     | 1-0 | 1-1 | 3-0 | 2-1 | 3-4 | 4-0 | 2-0 |
| OH Leuven                                                  | 1-0 | 1-0 | 1-4 | 2-5 | 2-1 | 0-0 | 2-2 | 0-0 | 1-1 |     | 0-0 | 1-1 | 4-2 | 2-0 | 3-0 | 1-2 |
| R. Charleroi SC                                            | 2-1 | 3-2 | 1-1 | 2-2 | 2-1 | 0-1 | 0-2 | 2-2 | 1-2 | 2-0 |     | 0-1 | 1-1 | 1-1 | 2-0 | 0-1 |
| K. AA Gent                                                 | 1-2 | 0-1 | 1-2 | 1-3 | 1-1 | 0-1 | 1-0 | 2-1 | 0-1 | 2-0 | 2-1 |     | 2-0 | 2-1 | 1-1 | 1-1 |
| K. RS Waasland-Beveren SK                                  | 0-3 | 2-2 | 0-0 | 1-2 | 0-2 | 1-1 | 4-1 | 0-0 | 1-1 | 1-0 | 0-0 | 1-1 |     | 3-1 | 0-1 | 2-0 |
| K. Lierse SK                                               | 2-0 | 1-2 | 0-1 | 1-1 | 1-2 | 0-5 | 2-1 | 3-0 | 2-0 | 0-0 | 2-1 | 1-3 | 1-0 |     | 1-1 | 0-2 |
| Cercle Brugge K. SV                                        | 0-4 | 1-1 | 1-0 | 2-0 | 0-3 | 0-5 | 2-1 | 3-2 | 3-1 | 1-1 | 3-0 | 1-4 | 0-0 | 2-4 |     | 2-0 |
| KV Oostende                                                | 0-3 | 1-1 | 4-0 | 1-2 | 0-3 | 2-4 | 2-0 | 0-3 | 0-0 | 1-1 | 1-0 | 0-0 | 2-1 | 3-2 | 2-0 |     |
| - Victoire à domicile - Match nul - Victoire à l'extérieur |     |     |     |     |     |     |     |     |     |     |     |     |     |     |     |     |

### Journée par journée

#### Évolution du classement par club
| Club/Journée | 1  | 2  | 3  | 4  | 5  | 6  | 7  | 8  | 9  | 10 | 11 | 12 | 13 | 14 | 15 | 16 | 17 | 18 | 19 | 20 | 21 | 22 | 23 | 24 | 25 | 26 | 27 | 28 | 29 | 30 |
| ------------ | -- | -- | -- | -- | -- | -- | -- | -- | -- | -- | -- | -- | -- | -- | -- | -- | -- | -- | -- | -- | -- | -- | -- | -- | -- | -- | -- | -- | -- | -- |
| RSCA         | 13 | 7  | 5  | 5  | 2  | 5  | 4  | 5  | 4  | 5  | 5  | 5  | 5  | 5  | 4  | 5  | 5  | 3  | 2  | 3  | 2  | 2  | 2  | 2  | 3  | 3  | 3  | 3  | 3  | 3  |
| Z-W          | 5  | 5  | 4  | 4  | 5  | 2  | 5  | 3  | 3  | 3  | 3  | 4  | 3  | 4  | 3  | 2  | 3  | 4  | 4  | 4  | 4  | 4  | 4  | 4  | 4  | 4  | 4  | 4  | 4  | 4  |
| GEN          | 1  | 1  | 6  | 8  | 6  | 7  | 6  | 6  | 5  | 4  | 4  | 2  | 2  | 2  | 2  | 4  | 4  | 5  | 5  | 5  | 6  | 6  | 6  | 6  | 6  | 6  | 6  | 6  | 6  | 6  |
| CLB          | 3  | 3  | 2  | 3  | 3  | 3  | 2  | 2  | 2  | 2  | 2  | 3  | 4  | 3  | 5  | 3  | 2  | 2  | 3  | 2  | 3  | 3  | 3  | 3  | 2  | 2  | 2  | 2  | 2  | 2  |
| LOK          | 4  | 4  | 3  | 2  | 5  | 4  | 3  | 4  | 6  | 6  | 7  | 7  | 6  | 7  | 6  | 6  | 7  | 6  | 6  | 6  | 5  | 5  | 5  | 5  | 5  | 5  | 5  | 5  | 5  | 5  |
| STA          | 2  | 2  | 1  | 1  | 1  | 1  | 1  | 1  | 1  | 1  | 1  | 1  | 1  | 1  | 1  | 1  | 1  | 1  | 1  | 1  | 1  | 1  | 1  | 1  | 1  | 1  | 1  | 1  | 1  | 1  |
| MON          | 10 | 10 | 12 | 12 | 16 | 16 | 15 | 16 | 16 | 16 | 16 | 16 | 16 | 16 | 16 | 16 | 16 | 16 | 16 | 16 | 16 | 16 | 16 | 16 | 16 | 16 | 16 | 16 | 16 | 16 |
| MAL          | 15 | 13 | 13 | 13 | 10 | 10 | 13 | 11 | 10 | 12 | 10 | 9  | 8  | 9  | 10 | 12 | 12 | 13 | 13 | 12 | 13 | 11 | 11 | 13 | 12 | 12 | 13 | 12 | 12 | 13 |
| COU          | 6  | 8  | 7  | 6  | 8  | 8  | 8  | 8  | 7  | 7  | 6  | 6  | 7  | 6  | 7  | 7  | 6  | 7  | 7  | 7  | 7  | 7  | 7  | 8  | 8  | 8  | 8  | 8  | 8  | 8  |
| OHL          | 12 | 15 | 14 | 15 | 12 | 11 | 9  | 12 | 12 | 14 | 12 | 13 | 13 | 13 | 13 | 14 | 14 | 14 | 14 | 14 | 14 | 15 | 14 | 14 | 14 | 15 | 15 | 15 | 15 | 15 |
| CHA          | 14 | 11 | 8  | 10 | 13 | 13 | 10 | 9  | 9  | 9  | 9  | 10 | 9  | 10 | 11 | 10 | 10 | 10 | 11 | 11 | 10 | 9  | 10 | 12 | 13 | 13 | 12 | 13 | 13 | 10 |
| GAN          | 8  | 6  | 9  | 7  | 7  | 6  | 7  | 7  | 8  | 8  | 8  | 8  | 10 | 11 | 9  | 8  | 8  | 8  | 8  | 8  | 8  | 8  | 8  | 7  | 7  | 7  | 7  | 7  | 7  | 7  |
| W-B          | 9  | 9  | 10 | 11 | 14 | 14 | 14 | 14 | 15 | 13 | 14 | 15 | 15 | 15 | 15 | 15 | 15 | 15 | 15 | 15 | 15 | 14 | 15 | 15 | 15 | 14 | 14 | 14 | 14 | 14 |
| LSK          | 11 | 16 | 16 | 14 | 11 | 12 | 12 | 10 | 11 | 10 | 11 | 11 | 12 | 12 | 12 | 11 | 11 | 12 | 12 | 13 | 12 | 13 | 13 | 11 | 9  | 9  | 11 | 11 | 11 | 12 |
| CEB          | 7  | 12 | 11 | 9  | 9  | 9  | 11 | 13 | 14 | 11 | 13 | 12 | 11 | 8  | 8  | 9  | 9  | 9  | 9  | 9  | 9  | 10 | 9  | 9  | 10 | 11 | 10 | 10 | 10 | 11 |
| KV-O         | 16 | 14 | 15 | 16 | 15 | 15 | 16 | 15 | 13 | 15 | 15 | 14 | 14 | 14 | 14 | 13 | 13 | 11 | 10 | 10 | 11 | 12 | 12 | 10 | 11 | 10 | 9  | 9  | 9  | 9  |

Légende des couleurs
- Phase de groupes de la Ligue des Champions 2013-2014
- Troisième tour de qualification pour non-champions de la Ligue des Champions 2013-2014
- Tour de barrages de la Ligue Europa 2013-2014
- Troisième tour de qualification de la Ligue Europa 2013-2014
- Deuxième tour de qualification de la Ligue Europa 2013-2014
- Promu de Division 2
- Qualification pour les play-offs 1
- Qualification pour les play-offs 2
- Qualification pour le play-offs 3

## Play-Offs 1
Ce groupe oppose les six premiers du classement à l'issue du championnat. Chaque club reçoit la moitié de ses points, arrondie à l'unité supérieure. Ensuite, les critères pour départager 2 équipes à égalité de points sont : 
- l'arrondi supérieur ou inférieur (une équipe ayant bénéficié du "demi-point" d'arrondi le "perd" en cas d'égalité)
- le plus grand nombre de victoires
- la meilleure différence de buts
- le plus grand nombre de buts marqués.

| Rang | Équipe                         | Pts | J  | G | N | P | Bp | Bc | Diff |  | Résultats (▼ dom., ► ext.)     | STA | CLB | Z-W | AND | LOK | RCG |
| ---- | ------------------------------ | --- | -- | - | - | - | -- | -- | ---- |  | ------------------------------ | --- | --- | --- | --- | --- | --- |
| 1    | Royal Sporting Club Anderlecht | 51* | 10 | 7 | 1 | 2 | 17 | 6  | +11  |  | Standard de Liège              |     | 0-1 | 4-1 | 1-0 | 2-2 | 1-0 |
| 2    | Standard de Liège              | 49* | 10 | 4 | 3 | 3 | 14 | 11 | +3   |  | Club Bruges KV                 | 0-0 |     | 2-0 | 0-1 | 5-1 | 2-0 |
| 3    | Club Bruges KV                 | 48* | 10 | 5 | 1 | 4 | 16 | 11 | +5   |  | SV Zulte-Waregem               | 2-0 | 2-1 |     | 1-2 | 3-1 | 2-2 |
| 4    | SV Zulte-Waregem               | 41* | 10 | 4 | 2 | 4 | 16 | 15 | +1   |  | Royal Sporting Club Anderlecht | 2-1 | 3-0 | 0-0 |     | 3-1 | 4-0 |
| 5    | KSC Lokeren                    | 34* | 10 | 2 | 2 | 6 | 14 | 25 | -11  |  | KSC Lokeren                    | 1-3 | 1-3 | 3-2 | 1-2 |     | 1-1 |
| 6    | KRC Genk                       | 32* | 10 | 2 | 3 | 5 | 10 | 19 | -9   |  | KRC Genk                       | 2-2 | 3-2 | 0-3 | 1-0 | 1-2 |     |

* Équipe ayant bénéficié du demi-point d'arrondi supérieur
Légende
- Ligue des Champions 2014-2015, phase de groupes
- Ligue des Champions 2014-2015, troisième tour de qualification pour non-champions
- Ligue Europa 2014-2015, troisième tour de qualification
- Test-match pour la Ligue Europa contre le vainqueur des play-offs 2

### Journée par journée (PO1)
Leader au classement journée par journée
Évolution du classement par club
| Club/Journée | 1 | 2 | 3 | 4 | 5 | 6 | 7 | 8 | 9 | 10 |
| ------------ | - | - | - | - | - | - | - | - | - | -- |
| RSCA         | 4 | 4 | 3 | 4 | 4 | 3 | 2 | 1 | 1 | 1  |
| Z-W          | 3 | 3 | 2 | 3 | 3 | 4 | 4 | 4 | 4 | 4  |
| GEN          | 6 | 6 | 6 | 6 | 6 | 6 | 6 | 6 | 6 | 6  |
| CLB          | 2 | 2 | 4 | 2 | 2 | 1 | 3 | 2 | 3 | 3  |
| LOK          | 5 | 5 | 5 | 5 | 5 | 5 | 5 | 5 | 5 | 5  |
| STA          | 1 | 1 | 1 | 1 | 1 | 2 | 1 | 3 | 2 | 2  |

## Play-Offs 2
Les play-offs 2 opposent les clubs classés de la 7e à la 14e place à la fin de la saison régulière. Le vainqueur des play-offs 2 affronte le dernier club pouvant recevoir une place en Ligue Europa : le 4e des play-offs 1 dans un test-match..
Règles de départage : points, victoires, différence de buts, buts marqués, buts marqués à l'extérieur, victoires à l'extérieur, match de barrage.
| Rang | Équipe           | Pts | J | G | N | P | Bp | Bc | Diff |
| ---- | ---------------- | --- | - | - | - | - | -- | -- | ---- |
| 1    | KV Oostende      | 14  | 6 | 4 | 2 | 0 | 7  | 1  | +6   |
| 2    | KAA La Gantoise  | 10  | 6 | 3 | 1 | 2 | 11 | 6  | +5   |
| 3    | K Lierse SK      | 6   | 6 | 2 | 0 | 4 | 5  | 12 | -7   |
| 4    | Waasland-Beveren | 4   | 6 | 1 | 1 | 4 | 7  | 11 | -4   |

| Résultats (▼dom., ►ext.) | AAG | OST | LIE | WAA |
| KAA La Gantoise          |     | 0-1 | 4-0 | 2-1 |
| KV Oostende              | 1-1 |     | 2-0 | 0-0 |
| K Lierse SK              | 1-0 | 0-2 |     | 4-2 |
| Waasland-Beveren         | 2-4 | 0-1 | 2-0 |     |

| Rang | Équipe                        | Pts | J | G | N | P | Bp | Bc | Diff |
| ---- | ----------------------------- | --- | - | - | - | - | -- | -- | ---- |
| 1    | KV Kortrijk                   | 13  | 6 | 4 | 1 | 1 | 16 | 5  | +11  |
| 2    | Royal Charleroi Sporting Club | 13  | 6 | 4 | 1 | 1 | 12 | 5  | +7   |
| 3    | Yellow Red KV Malines         | 9   | 6 | 3 | 0 | 3 | 6  | 10 | -4   |
| 4    | Cercle Bruges KSV             | 0   | 6 | 0 | 0 | 6 | 2  | 17 | -15  |

| Résultats (▼dom., ►ext.) | KOR | CHA | CSB | KVM |
| KV Kortrijk              |     | 2-1 | 4-0 | 4-1 |
| R. Charleroi SC          | 1-1 |     | 2-0 | 3-0 |
| Cercle Bruges KSV        | 0-4 | 2-4 |     | 0-1 |
| Yellow Red KV Malines    | 2-1 | 0-2 | 2-0 |     |

### Rencontres des vainqueurs de groupe
| 9 mai 2014 | KV Kortrijk | 2-2 | KV Oostende |  |  |
|            |             |     |             |  |  |

| 17 mai 2014 | KV Oostende | 2-2 (7-6tab) | KV Kortrijk |  |  |
|             |             |              |             |  |  |

### Repêchage pour la Ligue Europa
Cette rencontre oppose le vainqueur des Play-Offs 2 à l'équipe classée 4e des Play-Offs 1.
Le KV Oostende n'ayant pas obtenu sa licence européenne, il ne peut participer à la Ligue Europa. Le match de repêchage n'est donc pas disputé et le 4e des Play-Offs 1, le SV Zulte-Waregem, est directement qualifié pour le deuxième tour de qualification de la Ligue Europa.

## Play-offs 3
Les clubs qui terminent aux 15e et 16e places de la saison régulière s'affrontent lors d'un mini-championnat de cinq matchs. Le 15e débute ces matchs avec un avantage de 3 points et bénéfice de trois matchs à domicile : le 1er, le 3e et le 5e. Le gagnant de ce mini-championnat joue les barrages contre des clubs de D2. Le perdant descend directement en D2.
| Rang | Équipe               | Pts | J | G | N | P | Bp | Bc | Diff |  | Résultats (▼ dom., ► ext.) | MON | OHL | MON | OHL  | MON  |
| ---- | -------------------- | --- | - | - | - | - | -- | -- | ---- |  | -------------------------- | --- | --- | --- | ---- | ---- |
| 1    | Oud-Heverlee Louvain | 10  | 3 | 2 | 1 | 0 | 5  | 1  | +4   |  | Oud-Heverlee Louvain       | 2-0 |     | 2-0 |      | N.J. |
| 2    | RAEC Mons            | 1   | 3 | 0 | 1 | 2 | 1  | 5  | -4   |  | RAEC Mons                  |     | 1-1 |     | N.J. |      |

Règles de départage : points, victoires (les  autres critères habituels sont inutiles vu qu'avec le bonus de 3 points, il est impossible d'avoir le même nombre de points et de victoires).
- Qualification pour le tour final de deuxième division 2013-2014
- Relégation en deuxième division

## Statistiques

### Meilleurs buteurs
Mis à jour le 7 avril 2014
Le classement des meilleurs buteurs comptabilise uniquement les goals inscrits durant la phase classique et les plays-off. Les buts marqués durant les matchs de barrage ne sont pas pris en compte.
| Rang | Nom                 | Nationalité         | Équipe            | Buts | Matchs | Pénalties |
| ---- | ------------------- | ------------------- | ----------------- | ---- | ------ | --------- |
| 1er  | Hamdi Harbaoui      | Tunisie             | KSC Lokeren       | 22   | 28     | 2         |
| 2e   | Michy Batshuayi     | Belgique            | Standard de Liège | 21   | 36     | 1         |
| 3e   | Aleksandar Mitrović | Serbie              | RSC Anderlecht    | 15   | 25     | 1         |
| 3e   | Habib Habibou       | Rép. centrafricaine | KAA La Gantoise   | 15   | 28     | 0         |
| 3e   | David Pollet        | Belgique            | RSC Anderlecht    | 15   | 30     | 1         |
| 3e   | Ivan Santini        | Croatie             | KV Kortrijk       | 15   | 30     | 4         |
| 7e   | Bjorn Ruytinx       | Belgique            | OH Louvain        | 11   | 24     | 1         |
| 7e   | Jelle Vossen        | Belgique            | KRC Genk          | 11   | 30     | 0         |
| 9e   | Stijn De Smet       | Belgique            | KV Kortrijk       | 10   | 26     | 2         |
| 9e   | Dalibor Veselinović | Serbie              | Waasland-Beveren  | 10   | 27     | 0         |
| 9e   | Imoh Ezekiel        | Nigeria             | Standard de Liège | 10   | 31     | 0         |
| 9e   | Thorgan Hazard      | Belgique            | SV Zulte Waregem  | 10   | 31     | 4         |
| 9e   | Maxime Lestienne    | Belgique            | Club Bruges KV    | 10   | 31     | 0         |

### Meilleurs passeurs
Mis à jour le 17 mars 2014
| Rang | Nom                  | Nationalité | Équipe            | Assists | Matchs |
| ---- | -------------------- | ----------- | ----------------- | ------- | ------ |
| 1er  | Thorgan Hazard       | Belgique    | SV Zulte Waregem  | 13      | 29     |
| 2e   | Danijel Miličević    | Suisse      | KAA La Gantoise   | 10      | 25     |
| 3e   | Fabien Camus         | Tunisie     | KRC Genk          | 9       | 27     |
| 3e   | Maxime Lestienne     | Belgique    | Club Bruges       | 9       | 29     |
| 5e   | Lior Refaelov        | Israël      | Club Bruges       | 8       | 24     |
| 5e   | Franck Berrier       | France      | KV Ostende        | 8       | 25     |
| 5e   | Hans Vanaken         | Belgique    | KSC Lokeren       | 8       | 29     |
| 8e   | Geoffrey Mujangi Bia | Belgique    | Standard de Liège | 7       | 24     |
| 8e   | Alessandro Cordaro   | Belgique    | FC Malines        | 7       | 26     |
| 8e   | Mohamed Messoudi     | Belgique    | OH Louvain        | 7       | 26     |

## Parcours en coupes d'Europe
| Club                | Compétition         | Tour d'entrée                       | Résultat                            | Dernier(s) adversaire(s) | Dernier(s) adversaire(s) | Dernier(s) adversaire(s) | Résultats en Phase de groupes | Résultats en Phase de groupes | Résultats en Phase de groupes | Résultats en Phase de groupes | Résultats en Phase de groupes | Résultats en Phase de groupes |
| Club                | Compétition         | Tour d'entrée                       | Résultat                            | Dernier(s) adversaire(s) | Dernier(s) adversaire(s) | Dernier(s) adversaire(s) | Pts                           | G                             | N                             | P                             | Bp                            | Bc                            |
| ------------------- | ------------------- | ----------------------------------- | ----------------------------------- | ------------------------ | ------------------------ | ------------------------ | ----------------------------- | ----------------------------- | ----------------------------- | ----------------------------- | ----------------------------- | ----------------------------- |
| R. SC Anderlecht    | Ligue des champions | 4e en phase de groupes              | 4e en phase de groupes              | Paris SG                 | Olympiakos               | Benfica Lisbonne         | 1                             | 0                             | 1                             | 5                             | 4                             | 17                            |
| SV Zulte Waregem    | Ligue des champions | éliminé au 3e tour de qualification | éliminé au 3e tour de qualification | PSV Eindhoven            | PSV Eindhoven            | PSV Eindhoven            |                               |                               |                               |                               |                               |                               |
| SV Zulte Waregem    | Ligue Europa        | Barrages                            | 3e en phase de groupes              | Rubin Kazan              | NK Maribor               | Wigan Athletic           | 7                             | 2                             | 1                             | 3                             | 4                             | 10                            |
| KRC Genk            | Ligue Europa        | Barrages                            | éliminé en 16e de finale            | Anji Makhatchkala        | Anji Makhatchkala        | Anji Makhatchkala        | 14                            | 4                             | 2                             | 0                             | 10                            | 5                             |
| R Standard de Liège | Ligue Europa        | 2e tour de qualification            | 4e en phase de groupes              | Red Bull Salzbour        | Esbjerg fB               | IF Elfsborg              | 1                             | 0                             | 1                             | 5                             | 6                             | 13                            |
| Club Brugge KV      | Ligue Europa        | éliminé au 3e tour de qualification | éliminé au 3e tour de qualification | Śląsk Wrocław            | Śląsk Wrocław            | Śląsk Wrocław            |                               |                               |                               |                               |                               |                               |

## Bilan de la saison
| Championnat de Belgique de football 2013-2014 |                                              |
| Champion                                      | RSC Anderlecht                               |
| Coupes et trophées                            |                                              |
| Vainqueur de la Coupe de Belgique 2013-2014   | KSC Lokeren                                  |
| Vainqueur de la Supercoupe de Belgique 2013   | RSC Anderlecht                               |
| Qualifications continentales                  |                                              |
| Ligue des champions de l'UEFA 2014-2015       | RSC Anderlecht (Phase de groupes)            |
| Ligue des champions de l'UEFA 2014-2015       | Standard de Liège (3e tour de qualification) |
| Ligue Europa 2014-2015                        | KSC Lokeren (Barrages)                       |
| Ligue Europa 2014-2015                        | FC Bruges (3e tour de qualification)         |
| Ligue Europa 2014-2015                        | SV Zulte-Waregem (2e tour de qualification)  |
| Promotions et relégations                     |                                              |
| Promus en Jupiler Pro League (D1)             | KVC Westerlo et Royal Mouscron-Peruwelz      |
| Relégués en Belgacom League (D2)              | RAEC Mons et Oud-Heverlee Louvain            |

## Sources & Liens externes
- Dictionnaire affiliées à l'URBSFA et ASBL Foot100
- Portail Sports du Website du quotidien "La Dernière Heure/Les Sports"